# Ratpenat llengut de Handley
El ratpenat llengut de Handley (Lonchophylla handleyi) és una espècie de ratpenat de la família dels fil·lostòmids que viu l'est de l'Equador i al nord-est del Perú.